# Alex Muzio
Alex Muzio (Brighton, 17 april 1984) is een Engels ondernemer en voetbalbestuurder. Sinds 2018 is hij voorzitter van de Belgische voetbalclub Union Sint-Gillis.

## Carrière
Alex Muzio is afkomstig uit Brighton en studeerde Economie in Londen, waar hij nadien bleef wonen en werken. Sinds 2006 maakte hij carrière bij het gokbedrijf Starlizard van Tony Bloom. In 2018 kochten Muzio en Bloom samen de Belgische tweedeklasser Union Sint-Gillis uit Brussel voor 7 miljoen euro. Muzio kreeg 10 procent van de aandelen in handen. Hij werd voorzitter van Union, dat in 2021 promoveerde naar de Belgische eerste klasse.
Tony Bloom was reeds hoofdeigenaar van de Engelse Premier League-club Brighton & Hove Albion. Zowel Brighton als Union plaatsten zich voor de Europa League-competitie van het seizoen 2023/24. Omdat UEFA verbood eigenaar te zijn van meerdere clubs in eenzelfde competitie, werd Muzio medio 2023 met 75 procent van de aandelen meerderheidsaandeelhouder van Union in de plaats van Bloom, die nog de resterende aandelen bezit. Onder zijn bewind won de Brusselse club in 2024 de Beker van België en een jaar later in 2025 werden ze voor de twaalfde keer Belgisch landskampioen in de Eerste Klasse A, 90 jaar na hun vorige titel in 1935.
Muzio woont en werkt in Londen. Hij is getrouwd en heeft een zoon en een dochter.